# Toshihide Iguchi
Pour les articles homonymes, voir Iguchi.
Toshihide Iguchi (井口俊英, Iguchi Toshihide) (né le 10 mars 1951 et mort le 6 avril 2019) est un ancien opérateur de marché de la banque Daiwa qui est responsable de plus d'un milliard de dollars de pertes accumulées sur une période de douze ans à partir de 1983.

## Biographie
Né à Kobe, au Japon, Toshihide Iguchi se rend aux États-Unis à dix-neuf ans, pour passer plusieurs mois avec son père qui travaille temporairement à New York. Enchanté par l'Amérique, il décide d'y faire ses études et entre au collège d'État du Missouri du Sud-Ouest (actuelle université d'État du Missouri), où il étudie la psychologie. Il se marie et travaille comme vendeur de camion dans un concessionnaire Chevrolet local pendant ses années d'études. Après son diplôme, il est embauché à la succursale de New York de la banque Daiwa pour travailler au département de conservation de titres. En 1980, il devient également gestionnaire de portefeuille.
En 1983, il perd 70 000 dollars en échangeant des billets de la réserve fédérale et dissimule cette perte afin de protéger sa réputation et son emploi. Il continue les négociations en essayant de récupérer la perte, cependant, celle-ci fait boule de neige. Pendant ce temps, le département de conservation de titres devient le plus grand département de la succursale de New York de la banque Daiwa et les investissements japonais dans les titres américains grimpent. Le secteur d'Iguchi produit plus de 50 % des bénéfices de la succursale. Alors qu'il dirige la forte croissance de la division internationale de Daiwa, son opération commerciale clandestine engendre de plus en plus de pertes.
En juillet 1989, Iguchi et deux opérateurs de marché débutants misent trois milliards de dollars sur des bonds du trésor américain et perdent 350 millions. Immédiatement après cet incident, à la suite de la dénonciation de l'un des opérateurs, la réserve fédérale des États-Unis à New York envoie un auditeur pour examiner l'opération de négociation d'obligations de Daiwa, mais rien n'est trouvé.
En 1991, le siège du département de conservation de titres s'installe au Centre financier mondial dans une nouvelle salle de marché d'état de l'art. C'est un geste audacieux car le bureau du centre-ville n'est autorisé par le département bancaire de l'État de New York qu'à servir uniquement de centre d'opérations de veille. Peu après, Iguchi est promu vice-président exécutif de la branche de New York. En 1992, durant un audit de la réserve fédérale, la banque Daiwa dissimule les opérations commerciales de son bureau du centre-ville aux examinateurs en déplaçant les négociants en obligations au bureau de la direction générale dans le Midtown.
En 1993, sur les conseils de ses avocats, Daiwa avoue volontairement son mensonge et assure à la réserve fédérale qu'elle n'a dissimulé aucun autre irrégularité. La réserve fédérale mène une enquête approfondie sur le fonctionnement du bureau du centre-ville pendant deux semaines, mais rien d'inhabituel n'est trouvé. Après six mois de délibération au conseil de la réserve fédérale à Washington, Daiwa reçoit une réprimande officielle pour sa dissimulation. « Daiwa a usé de la ruse dans l'espoir de tromper l'auditeur de la réserve fédérale et a fait de fausses déclarations. L'acte de Daiwa est une violation à la loi 18 U.S.C. 1005. Le conseil de la réserve fédérale demande par la présente que la direction de Daiwa aux États-Unis et au Japon ne se livre plus à ce genre de comportement contraire à l'éthique ». Le ministère des Finances du Japon dépêche un groupe d'auditeurs pour examiner la direction de Daiwa à New York à la suite de cette nouvelle, mais ne trouve aucune irrégularité. Malgré cet incident, la réserve fédérale américaine et le ministère des Finances du Japon, les autorités financières les plus élevées aux États-Unis et au Japon, n'ont pas détecté la perte de plus d'un milliard de dollars d'Iguchi.
En septembre 1995, craignant les dommages de ses pertes sur la banque si elles sont découvertes par inadvertance, Iguchi écrit une lettre de confession au président de Daiwa, détaillant toutes les opérations non autorisées qu'il avait fait pendant les douze dernières années. À cette époque, la perte est de plus d'un milliard de dollars. Selon Iguchi, le fait de cacher sa perte pour protéger sa réputation et son emploi a été l'impulsion à ses négociations ultérieures non autorisées.
Après avoir reçu cette lettre de confession, Daiwa a demandé à Iguchi de continuer à dissimuler la perte et d'aider les autres agents de la banque à vérifier cette perte. Deux semaines plus tard, Daiwa a signalé la perte à son organisme de réglementation, le ministère des Finances, qui a demandé de ne pas divulguer l'information pendant deux mois car il doit à ce moment annoncer deux faillites bancaires importantes. Le Japon est alors au milieu de la pire crise financière depuis la Grande Dépression, à la suite de l'éclatement de la bulle spéculative japonaise dans les années 1980. Cependant, les avocats américains de Daiwa lui conseillent fortement de signaler la perte aux régulateurs américains et le 18 septembre, à l'insu d'Iguchi, Daiwa signale la perte et soumet un formulaire de recommandation criminelle sur Iguchi avec sa lettre de confession. Pendant ce temps, Iguchi, qui a été complètement maintenu dans le secret, travaille jour et nuit pour vérifier sa perte, jusqu'à ce qu'il soit arrêté à son domicile dans le New Jersey. Avec sa lettre de confession dans les mains du FBI, Iguchi n'a pas d'autres choix que d'avouer en être l'auteur. Il est incarcéré au centre correctionnel métropolitain de New York pendant quinze mois, y rencontrant George Harp (membre fondateur de la fraternité aryenne), Gregory Scarpa (en) (tueur à gages de la mafia), Moussa Abou Marzouk (un chef du Hamas) et des membres du gang Latin Kings. Durant son incarcération, Iguchi écrit un mémoire de sa vie en Amérique en japonais et alors qu'il est encore emprisonné, ce livre devient la meilleure vente littéraire du Japon,.
En 1997, il est condamné à quatre ans de prison et incarcéré au pénitencier fédéral d'Allenwood pour purger le reste de sa peine. Il y écrit un autre livre sur George Harp, le seul membre fondateur survivant de la fraternité aryenne, intitulé Le Roi de la prison, qui est publié au Japon. Il est libéré de prison deux ans plus tard. En août de l'année suivante, Iguchi s'installe à Atlanta pour commencer une nouvelle vie d'écrivain. En avril 2001, il publie La Conspiration du Dollar au Japon aux éditions Bungeishunjū.
En mai 2002, Iguchi écrit un livre qui ne sera pas publié, Mon éducation à un milliard de dollar, une version en anglais de son livre best-seller, Confession. Une version mise à jour est publiée en avril 2014.
En juillet 2007, Iguchi retourne dans sa ville natale de Kobe après 37 ans d'un rêve américain brisé. Il travaille dans le domaine de l'éducation en langue étrangère, développant des solutions digitales en utilisant l'intelligence artificielle pour la pratique de la conversation. Il continue d'écrire et apparaît en public pour parler de ses engagements dans les domaines de la psychologie des opérateurs de marché, pour briser le mythe du voyou, sur le rôle des banques et des organismes de réglementation, et sur la manière des banques de réduire le risque de situations dissimulées.
Le 29 avril 2014, il apparaît sur CNBC Asie dans une entrevue avec Bernie Lo et Susan Li pour parler de son nouveau livre et de la culture d'entreprise opportuniste qui facilite les situations frauduleuses.